# Autumn Reeser
Autumn Alicia Reeser, född 21 september 1980 i La Jolla i Kalifornien, är en amerikansk skådespelare. 
Reeser är mest känd för sin roll som Taylor Townsend i Fox-serien OC, och syns även i HBO-serien Entourage som Lizzy.

## Biografi

### Privatliv
Reeser föddes i La Jolla i Kalifornien av Kim (född Handel) och Tom Reeser,  exekutiv regissör på TV-kanalen KOCT. Reeser tog studenten från Carlsbad High School, för att sedan flytta till Los Angeles och studera vid UCLA. 
Autumn Reeser bestämde sig för att bli skådespelerska när hon sex år gammal såg en pjäs om Askungen. Efter det lade hon all sin fritid på teatern, och hon medverkade i en rad musikaler och skolpjäser. 1998 började hon på UCLA:s ”Competitive theater program” där hon under tre år studerade historia, dans och tog teaterlektioner. För att finansiera sina studier arbetade hon nattpassen på en restaurang i West Hollywood. 
Reeser var gift med författaren/regissören Jesse Warren 2009–2014. De träffades vid UCLA. De har två gemensamma barn. 

### Karriär
Reesers karaktär Taylor Townsend framträdde för första gången under OC:s tredje säsong och blev en huvudkaraktär under den fjärde säsongen. Hennes sarkastiska karaktär återupplivade serien, och blev snabbt en favorit bland fans. Efter OC anslöt hon sig till ensemblen i TV-filmen The World According to Barnes som huvudkaraktärens flickvän.
Autumn medverkade i två avsnitt av The George Lopez Show, med George Lopez, Constance Marie och Masiela Lusha.
Som tillägg till OC medverkade Reeser som en återkommande roll i WB:s Maybe It's Me, ABC:s Complete Savages, Grounded for Life, My Life DisOriented, FX Networks It's Always Sunny in Philadelphia och som talesman för Clean & Clear.  Hon medverkade även i ett antal andra TV-program, liksom filmerna The Girl Next Door och Our Very Own. Maxim rankade Reeser som nummer 57 på listan över "De vackraste kvinnorna i världen 2006". Hon var även på omslaget av 2006 decemberupplaga av Stuff magazine (USA versionen). 
Reeser har även medverkat i ABC Family:s film Nature of the Beast och i ett avsnitt i CBS:s Ghost Whisperer. Hon har även spelat i den mörka komedin Possessions, som hade premiär 2012. Hon medverkade även i 2008 års uppföljare till 1980 års klassiker Lost Boys: The Tribe, där hon spelade Nicole, en tjej som oavsikligt blir kär i en vampyr. Hon  medverkade i The American Mall (2008). Hon har även medverkat i fyra YouTube-trailers till novellen Celebutantes som bokens berättare Lola Santisi.
Reeser medverkade även i den kortlivade CW-serien Valentine.
Hon har även medverkat i Electronic Arts videospel Red Alert 3.

## Filmografi
| År        | Titel                          | Roll                      | Övrigt              |
| 2013      | Necessary roughness            | Abby Bruce                | Säsong 3, 7 avsnitt |
| --------- | ------------------------------ | ------------------------- | ------------------- |
| 2003      | The Plagiarist                 | Irene                     | kort film           |
| 2004      | The Girl Next Door             | Jane                      |                     |
| 2004      | Art Thief Musical!             | Clarity                   | kort film           |
| 2006      | Our Very Own                   | Melora Kendall            | premiär på TV       |
| 2005-2007 | OC                             | Taylor                    | Säsong 3 - 4        |
| 2007      | Palo Alto The Movie            | Jaime                     |                     |
| 2007      | Nature of the Beast            | Julia                     | premiär på TV       |
| 2008      | Americanese                    | Sylvia                    |                     |
| 2008      | Lost Boys: The Tribe           | Nicole Emerson            |                     |
| 2008      | The American Mall              | Madison                   | premiär på TV       |
| 2008      | Command & Conquer: Red Alert 3 | Commander. Lisette Hanley | Datorspel           |
| 2008      | Pushing Daisies                | Kentucky Fritz            | Säsong 2, avsnitt 1 |
| 2009      | Possessions                    | Jessica                   |                     |
| 2009      | Americanese                    | Sylvia                    |                     |
| 2009      | Entourage                      | Lizzy                     |                     |
| 2009      | Cold Case                      | Sister Grace Ashley       |                     |
| 2011      | No Ordinary Family             | Katie Andrews             | Säsong 1            |